# Józef Łapsiński
Józef Łapsiński (ur. 1805 w Pieskowej Skale, zm. 25 lutego 1831 w bitwie o Olszynkę Grochowską) – poeta romantyczny, powstaniec listopadowy.

## Życiorys
Dzieciństwo spędził z rodzicami na podkrakowskim Białym Prądniku. Trudna sytuacja finansowa rodziny, spowodowały, że maturę zdał dopiero mając 23 lata. W roku 1828 rozpoczął studia na Wydziale Filozofii Uniwersytetu Jagiellońskiego. W czasie studiów wydał swój pierwszy tomik poezji. Niestety, wygórowana cena, jakiej zażądał wydawca, spowodowała, że musiał zaciągnąć pożyczkę u żydowskiego faktora. Mimo że tomik znalazł nabywców, nie wystarczało to jednak do spłaty pożyczki. Aby zdobyć potrzebną kwotę, próbował zaszantażować cenionego obywatela miasta, Floriana Straszewskiego, żądając w wysłanym do niego liście okupu, pod groźbą zabójstwa. Ten powiadomił o całym wydarzeniu władze miejskie. 25 stycznia 1830 żandarmi ujęli Łapsińskiego w miejscu odbioru okupu. Za karę został aresztowany na 10 dni, oraz wyrzucony z uczelni. Mimo iż koledzy zebrali się na spłatę zaciągniętej przez niego pożyczki, załamany Łapsiński opuścił Kraków. Wziął udział w powstaniu listopadowym. Wedle świadków zginął w bitwie pod Grochowem

## Twórczość
Był zafascynowany poezją Mickiewicza i ideami romantyzmu. W 1827 na łamach krakowskich gazet ukazał się szereg wierszy wzorowanych na sonetach krymskich Mickiewicza, m.in.: Bielany na wiosnę, Groby królów polskich na Wawelu, Mogiła Wandy, Widok po zachodzie słońca ,Pieskowa skała czy Ojców. Jego wiersze cechowało połączenie dwóch sposobów opisu miejsca: opisu realistycznego i poetyki zachwytu. Uważany jest za pierwszego krakowskiego poetę romantycznego. 